# Motorola Edge 20
摩托罗拉Edge 20與摩托羅拉Edge 20 Pro是由联想集团旗下的摩托罗拉移动开发的Android智能手机。這兩款手機於2021年8月16日推出。  中國大陸版本則稱為摩托罗拉Edge S 輕奢版與摩托羅拉Edge S Pro。

## 外部鏈接
- 官方网站